# كامش ملك مؤاب
الملك كامش هو ملك مملكة مؤاب في عهد آشوربانيبال ملك الدولة الآشورية (668 قبل الميلاد ~ 627 قبل الميلاد).

## حربه ضد مملكة قيدار
قام كامش بهزيمة الملك عمولادي ملك مملكة قيدار وأخذه أسيراً إلى نينوى، وذلك بعد أن أعلن الملك عمولادي ومعه الملكة عطية الحرب على الدولة الآشورية، وقد سجلت أحداث هذه المعركة في سنة 649 قبل الميلاد مع أنها وقعت قبل سنة 652 قبل الميلاد.

## المصدر
- مملكة قيدار: دراسة في التاريخ السياسي والحضاري خلال الألف الأول ق.م. هند التركي. مكتبة الملك فهد الوطنية (2011). صفحة 106.